# Tob Somjai
Tob Somjai (* 20. April 1982) ist ein thailändischer Fußballspieler.

## Karriere
Tob Somjai stand bis Ende 2013 bei Songkhla United unter Vertrag. Wo er vorher gespielt hat, ist unbekannt. Der Verein aus Songkhla spielte in der höchsten thailändischen Liga, der Thai Premier League. 2013 absolvierte er für den Verein acht Erstligaspiele.
Seit 1. Januar 2014 ist Tob Somjai vertrags- und vereinslos.